# Наше мнение
Наше мнение — сайт экспертного сообщества Беларуси. Специализируется на производстве публичной аналитической продукции в области политики, экономики, социальной и культурной политики. Материалы публикуются с 23 февраля 2003. Адрес в сети Интернет — http://nmnby.eu.

## История
Сайт «Наше мнение» основан в 2003 году Сергеем Паньковским, а также Светланой Наумовой и Александром Федутой при поддержке киевского отделения фонда Сороса «Відродження» и функционировал в качестве еженедельного электронного журнала. Первый выпуск журнала опубликован в сети 23 февраля 2003.
С 2004 г. функционирует как ежедневное издание. В настоящий момент идентифицируется в СМИ как «сайт экспертного сообщества Беларуси» и цитируется многими изданиями включая научные. С 2008 года члены редколлегии сайта Анатолий Паньковский и Валерия Костюгова являются редакторами «Белорусского ежегодника» — сборника обзорных и аналитических материалов по развитию ситуации в Республике Беларусь. В 2008—2009 гг. сайт выступил соорганизатором серии круглых столов «Диалог экспертных сообществ».
Руководителем проекта в 2003—2009 до своей смерти был Сергей Паньковский. С июня 2009 руководитель проекта — Анатолий Паньковский. За время существования проекта на сайте «Наше мнение» опубликовано свыше 3700 текстов более 120 авторов и организовано около 100 круглых столов.
Среди авторов проекта — известные в Беларуси эксперты, интеллектуалы, общественные деятели: Валентин Акудович, Станислав Богданкевич, Наталля Василевич, Александр Грицанов, Максим Жбанков, Ярослав Романчук, Борис Тасман, Александр Федута и др.

## Совет проекта
- Александр Федута
- Андрей Вардомацкий
- Андрей Федоров
- Владимир Дунаев
- Леонид Заико
- Максим Жбанков
- Павел Данейко
- Пётр Марцев (1962-2014)
- Андрей Лаврухин

## Редакция
- Сергей Паньковский (основатель, 1956—2009)
- Анатолий Паньковский (главный редактор)
- Валерия Костюгова (редактор)
- Ирина Езерская (контент-менеджер)

## Структура сайта
На сайте действуют следующие тематические разделы:
- экспресс-Xпертиза
- анаLиз
- диSкуссии
- XLibris
- Книги

## Содержание
В разделе «Экспресс-экспертиза» размещаются актуальные комментарии экспертов сайта размером 2-3 тыс. знаков.
В разделе «Анализ» публикуются авторские статьи размером 7 и более тыс. знаков.
В разделе «Дискуссии» публикуются стенограммы круглых столов, проводимых редакцией или партнерами.
В разделе «XLibris» размещаются значимые на взгляд редакции тексты из других источников.
В разделе «Книги» размещены книги и сборники авторов и партнеров проекта.

## Формат
Мнения экспертов об актуальных политических и социально-экономических процессах и событиях в Беларуси и регионе. Анализ государственной, публичной и культурной политики. Мониторинг текущих событий.

## Периодичность
1-2 текста в день, 5 дней в неделю.

## Партнеры
Сайт «Наше мнение» сотрудничает с такими изданиями и организациями как Агентство политической экспертизы, Белорусский институт стратегических исследований, БДГ деловая газета, Белорусские новости, журнал АРХЭ, журнал Новая Еўропа, Европейский гуманитарный университет, сообщество Третий путь, телевизионный канал ARU-ТВ, консорциум Евробеларусь, проект «Летучий университет».